# Motore plurifrazionato

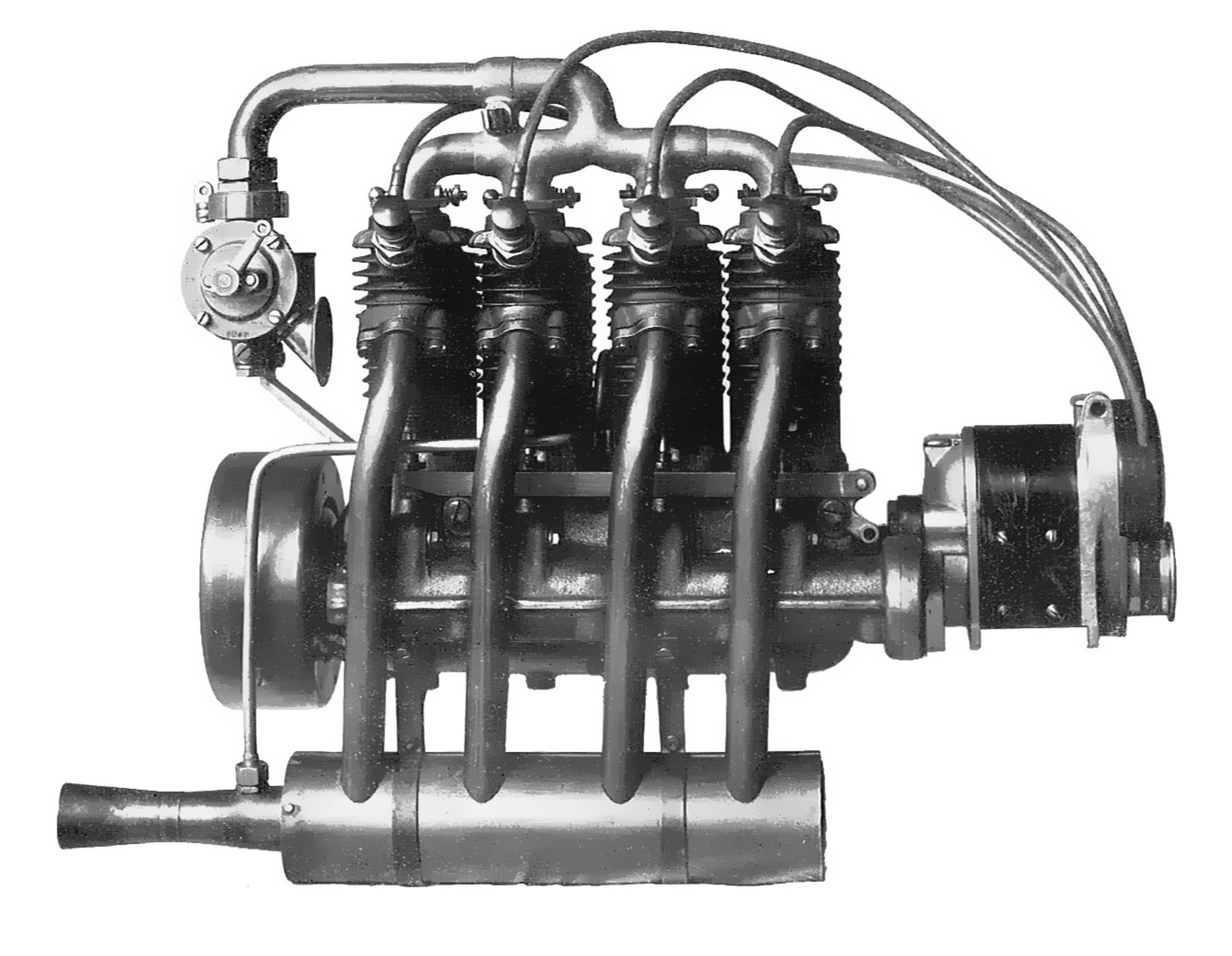
Il primo motore quadricilidrico motociclistico, prodotto dalla belga F.N. a partire dal 1904

Con la definizione motori plurifrazionati, vengono normalmente intesi i propulsori, soprattutto motociclistici, la cui cilindrata totale viene frazionata in tre o più cilindrate unitarie, ovvero i motori con numero di cilindri superiori a due.

## Numero di frazioni
Sono motori motociclistici plurifrazionati:
- Tricilindrico (di scuola prettamente Inglese se 4T o Giapponese se 2T) realizzato nel tipo "frontemarcia" 4T dalla Triumph e dalla Moto Laverda e nel tipo "frontemarcia" 2T dalla Kawasaki e dalla Suzuki.
- Quadricilindrico (di scuola prettamente Italiana) realizzato nel tipo "frontemarcia" dalla Rondine, dalla Gilera e dalla MV Agusta e, successivamente da moltissime case motociclistiche del globo.
- Pentacilindrico (di scuola prettamente Giapponese) realizzato dalla Honda Racing Corporation nel tipo a V longitudinale 4T, per le competizioni motociclistiche con la Honda RC211V.
- Esacilindrico (di scuola prettamente Italiana) realizzato nel tipo "frontemarcia" dalla Benelli, dalla Honda e dalla Kawasaki e nel tipo a "V trasversale" dalla Laverda.
- Octocilindrico (di scuola Italiana) realizzato nel tipo "frontemarcia" dalla Moto Guzzi con la Moto Guzzi 8 cilindri e nel tipo a "V trasversale" dalla "Morbidelli".

## Disposizione delle unità
Le unità possono essere disposte in vario modo

## Distribuzione delle accensioni
La distribuzione delle accensioni può essere di diverso tipo